# Андреади, Дмитрий Георгиевич
Андреади Дмитрий Георгиевич (1878, Стамбул — 7 марта 1914, Севастополь, Таврическая губерния) — участник русско-японской войны, один из первых российских военных лётчиков, неоднократный рекордсмен России по дальности полётов, штабс-капитан Русской Императорской армии, кавалер боевых орденов.

## Биография
Родился в 1878 году в Константинополе. В 1889 году семья переехала в Российскую империю, поселилось в Таврической губернии в городе Симферополе, где приняли российское гражданство. Окончил по первому разряду Одесское юнкерское училище. В первый офицерский чин был произведёт в 1904 году. Участвовал в Русско-японской войне, командуя пехотным подразделением. За отличие в боях награждён боевыми орденами: орденом Святого Станислава 3-й степени с мечами и бантом и орденом Святой Анны 3-й степени с надписью «За храбрость». Войну окончил поручиком 211-го Евпаторийского пехотного резервного полка.
В мае 1911 года штабс-капитан Андреади стал курсантом Севастопольской офицерской школы авиации. Пройдя полный курс обучения, успешно сдал пилотский экзамен. На аэроплане Фарман принял участие в окружных манёврах, по результатам которых был удостоен звания «военный лётчик». Свой первый Всероссийский рекорд по продолжительности полётов с пассажиром на борту штабс-капитан Андреади установил в августе 1911 года, проведя в полёте 2 часа 35 минут. 2 июня 1912 года, вылетев из Севастополя. Дмитрий Андреади начал свой самый знаменитый полёт, вошедший в историю мировой авиации. На аппарате «Ньюпор» ему удалось с минимальным количеством посадок преодолеть около 3000 километров по маршруту Севастополь — Херсон — Одесса — Кременчуг — Полтава — Москва — Петербург, что на тот момент являлось мировым рекордом. Полёт проходил на высоте 700—800 метров, и только над Москвой Андреади подымался до 1200. Пилоту удалось обойтись без серьёзных аварий и поломок техники, а небольшие задержки случались лишь из-за некачественного топлива. В районе Новгорода Андреади преодолел грозовую тучу, спокойно миновал Валдайскую возвышенность, считавшейся в то время сложной для воздушных полётов, сказался опыт полетов над горами Крыма. Императорский Всероссийский аэроклуб наградил штабс-капитана Д. Г. Андреади за этот совершенно беспрецедентный перелёт большой серебряной вазой и учредил для российских авиаторов переходящий кубок имени Андреади «За совершённые дальние перелёты». После возвращения в Севастополь штабс-капитан Андреади был назначен инструктором Севастопольской авиационной школы. Свои основные перелёты Андреади совершил на серийном самолёте «Ньюпор-4» с двигателем «Гном», так называемом — моноплане «Дукс».
В августе 1912 года принц Греции Николай, находившийся в это время в России и очарованный полётами Андреади, предложил ему почётную службу в Греции. Но российский поданный русский грек штабс-капитан Дмитрий Георгиевич Андреади от лестного предложения отказался.
Осенью 1912 года Андреади находился в командировке во Франции с целью приобретения для Севастопольской авиационной школы новых типов аэропланов. Блестящий лётчик, постоянно желающий совершенствовать своё мастерство, добился направления в Санкт-Петербург на теоретические авиационные курсы при Петербургском политехническом институте, которые с успехом окончил в 1913 году (ЦГИА СПб, ф. 478, оп. 7, д. 4, стр. 5). В том же 1913 году он совершил беспосадочный перелёт Феодосия — Севастополь — Керчь, руководил групповым перелётом Севастополь — Евпатория — Севастополь. После чего слава лётчика Д. А. Андреади ещё больше возросла.
В марте 1914 года все российские газеты того времени сообщили о трагической гибели 7 марта во время тренировочного полёта под Севастополем выдающегося русского пилота Дмитрия Георгиевича Андреади. По свидетельству очевидцев самолёт Андреади совершил большой крен, из которого выйти не смог, зацепил крылом землю и разбился. Истинные причины аварии так и не были выяснены.
Штабс-капитан, руководитель офицерской школы отдела воздушного флота 51-го Литовского пехотного полка Д. Г. Андреади был похоронен в Севастополе на Михайловском кладбище[уточнить]. Могила не сохранилась — в 1980-е годы территория кладбища была отдана под жилую застройку.

## Награды
- орден Святого Станислава 3-й с мечами и бантом
- орден Святой Анны 3=й степени с надписью «За храбрость»